# Томаш Новотняк
Томаш Новотняк (пол. Tomasz Nowotniak, нар. 26 червня 1977, Соколув-Підляський, Польща) — відомий польський стронгмен, учасник змагання Найсильніша Людина Європи. Саме 2-ге місце, яке він посів на цьому змаганні, стало найбільшим його досягненням у кар'єрі. Окрім цього, брав участь у змаганнях за звання Найсильнішої Людини Польщі 2007, однак не зміг пройти відбірковий тур.
Кар'єру розпочав у 2001 році. Згодом через ДТП мусив зробити перерву. Нині мешкає в місті Соколув-Підляський і працює керівником з фізичного виховання в Ліцеї польської авіації.